# Прокл (сын Питирея)
Прокл (др.-греч. Προκλῆς) — персонаж древнегреческой мифологии. Сын Питирея, потомок Иона. Современник дорийского нашествия.
Привёл ионян, покинувших Эпидавр, из Афин на Самос. Отец Леогора. Основал колонию на Самосе позже Тембриона. Согласно Аэтлию, при архонте Прокле ксоан Геры Самосской, который ранее был доской, обрёл человеческий облик. Этот ксоан сделал Смилид. От него происходил знатный род Проклидов.